# Nancy Richey
Nancy Richey Gunter (San Angelo, 23 agosto 1942) è un'ex tennista statunitense.

## Biografia
Nata nello Stato del Texas, vinse l'Australian Championships del 1967 battendo in finale Lesley Turner per 6-1, 6-4 e l'Open di Francia del 1968 vincendo contro Ann Haydon-Jones col punteggio di 5–7, 6–4, 6–1. Due anni prima aveva raggiunto la finale agli Internazionali di Francia, venendo sconfitta da Ann Haydon-Jones.
Raggiunse ottimi risultati anche in coppia, vincendo il doppio femminile a Wimbledon nel 1966, esibendosi con Maria Bueno sconfiggendo Margaret Smith Court e Judy Tegart Dalton col punteggio di 6-3, 4-6, 6-4.
Il 3 novembre del 1975 si spinse fino all'ottava posizione del ranking mondiale.

## Riconoscimenti
- International Tennis Hall of Fame, 2003